# My 600-lb Life
My 600-lb Life (en Hispanoamérica Kilos mortales, en España Mi vida con 300 kilos) es una serie de televisión de telerrealidad estadounidense, emitida originalmente por la cadena TLC desde 2012. Cada episodio documenta, durante un año, la vida de personas con obesidad mórbida, que generalmente comienzan el episodio con un peso de al menos 600 libras (272,2 kg), y muestran sus intentos para bajar su peso hacia un nivel saludable. Existen episodios que actualizan la situación de los pacientes que aparecieron en el programa, llamados "Where Are They Now?" (¿Dónde están ahora?), que muestran a los pacientes un año o más tiempo después de que se emitiera su episodio por primera vez.
Los pacientes son colocados bajo el cuidado del cirujano iraní-estadounidense de Houston Younan Nowzaradan, quien primero hace que intenten perder peso por su cuenta siguiendo una dieta estricta y luego, dependiendo del progreso del paciente, se pueden ofrecer o realizar cirugías de bypass gástrico o gastrectomía en manga para ayudar aún más en la pérdida de peso.

## Formato
Esta serie fue originalmente una miniserie de cinco partes en la que participaban cuatro pacientes con obesidad mórbida. Debido a su popularidad, se filmaron nuevos episodios, incluido los episodios de retrospectiva "Where Are They Now?" durante la temporada 4, que da seguimiento a pacientes anteriores para rastrear su viaje de pérdida de peso meses o años después de una cirugía bariátrica.
En la primera temporada, los pacientes fueron filmados durante un período de siete años (2004-2011). A partir de la temporada 2, los pacientes fueron filmados durante solo un año. En la temporada 8, las historias de ciertos pacientes se filmaron durante solo seis meses.
A partir de la temporada 5, los nuevos episodios comenzaron a filmarse como episodios de dos horas en lugar de una. Recapitulación de episodios titulados "Supersized" y "Extended", que incluyen hechos e imágenes adicionales, respectivamente, también transmitidos durante esta temporada.

## Serie derivada
A partir de enero de 2015, TLC comenzó a transmitir My 600-lb Life: Where Are They Now?. El propósito de este spin-off fue actualizar a los espectadores sobre la vida y la pérdida de peso de las personas que aparecieron en temporadas anteriores. Para 2021, siete temporadas de Where Are They Now? han salido al aire.

## Conflicto con el programa
En 2018, varios medios de comunicación informaron que varios expacientes del Dr. Nowzardan que aparecieron en la serie; y la familia de un paciente, LB Bonner, quien se había suicidado, habían entablado una demanda contra la productora del programa, Megalomedia, alegando negligencia y alegando que la empresa no cubrió los gastos médicos.

## Episodios
| Temporada | Temporada | Episodios | Emisión original        | Emisión original      | Emisión original |
| Temporada | Temporada | Episodios | Estreno                 | Final                 | Cadena           |
| --------- | --------- | --------- | ----------------------- | --------------------- | ---------------- |
|           | 1         | 6         | 1 de febrero de 2012    | 26 de marzo de 2012   | TLC              |
|           | 2         | 8         | 7 de enero de 2014      | 25 de febrero de 2014 | TLC              |
|           | 3         | 10        | 7 de enero de 2015      | 8 de abril de 2015    | TLC              |
|           | 4         | 12        | 6 de enero de 2016      | 18 de mayo de 2016    | TLC              |
|           | 5         | 14        | 4 de enero de 2017      | 16 de abril de 2017   | TLC              |
|           | 6         | 16        | 3 de enero de 2018      | 9 de mayo de 2018     | TLC              |
|           | 7         | 20        | 2 de enero de 2019      | 15 de mayo de 2019    | TLC              |
|           | 8         | 16        | 1 de enero de 2020      | 15 de abril de 2020   | TLC              |
|           | 9         | 13        | 30 de diciembre de 2020 | 24 de marzo de 2021   | TLC              |
|           | 10        | 15        | 3 de noviembre de 2021  | 9 de febrero de 2022  | TLC              |